# Anthony Seldon
Sir Anthony Francis Seldon (* 2. August 1953 in London) ist ein britischer Zeithistoriker und Pädagoge.

## Leben und Wirken
Anthony Seldon, ein Sohn des britischen Ökonomen Arthur Seldon, studierte Politikwissenschaft, Philosophie und Wirtschaftswissenschaft an der Universität Oxford und erwarb dort den Magistergrad. Anschließend setzte er sein Studium an der London School of Economics fort und promovierte 1981 an dieser Hochschule zum Ph.D. Anschließend erwarb er am King’s College London das „Postgraduate Certificate in Education“. Dieses gehört zur britischen Lehrerausbildung an höheren Schulen. Anschließend unterrichtete er an bedeutenden und berühmten britischen Privatschulen und leitete einige dieser Einrichtungen als Rektor: Brighton College (1997 bis 2005), Wellington College (1996 bis 2015). Bis 2020 amtierte er als Vizekanzler der University of Buckingham. Im Jahre 2024 amtierte er einige Monate als Rektor des Epsom College.
Als Zeithistoriker erwarb Seldon großes Ansehen durch seine umfangreichen Buchveröffentlichungen über die britische Zeitgeschichte im 20. und beginnenden 21. Jahrhundert. Hierzu gehören Biographien über die Premierminister der jüngeren Zeit, das Amt und die innere Organisation von „Number 10 Downing Street“ und die beiden großen Parteien. Er gilt als historischer Berater der jeweiligen Amtsinhaber und äußert sich auch in Presse, Rundfunk und Fernsehen.
Im Jahre 2014 wurde er von der britischen Königin zum Ritter geschlagen. Seldon erhielt Ehrendoktorwürden mehrerer Universitäten, zuletzt 2016 von der University of Bath.

## Veröffentlichungen (Auswahl)
- Churchill’s Indian summer. The conservative government, 1951–55. Hodder and Stoughton, London 1981, ISBN 0-340-25456-4 (= Dissertation London School of Economics).
- mit Joanna Pappworth: By word of mouth. „Élite“ oral history. Methuen, London 1983, ISBN 0-416-36740-2.
- (Hrsg.): Contemporary history. Practice and method. Basil Blackwell, Oxford 1988, ISBN 0-631-16092-2.
- mit Andrew Graham (Hrsg.): Government and economies in the postwar world. Economic policies and comparative performance, 1945 – 85. Routledge, London 1990, ISBN 0-415-00144-7.
- mit Dennis Kavanagh: The Major effect. Macmillan, London 1994, ISBN 0-333-62276-6.
- (Hrsg.): Conservative century. The conservative party since 1900. Oxford University Press, Oxford 1994, ISBN 0-19-820238-5.
- (Hrsg.): How Tory governments fall. The Tory party in power since 1783. Fontana Press, London 1996, ISBN 0-00-686366-3.
- mit Lewis Baston: Major. A political life. Weidenfeld & Nicolson, London 1997, ISBN 0-297-81607-1.
- mit Dennis Kavanagh: The power behind the Prime Minister. The hidden influence of Number Ten. HarperCollins, London 1999, ISBN 0-00-257086-6.
- mit Daniel Collings: Britain under Thatcher. Longman, Harlow 2000, ISBN 0-582-31714-2.
- The Foreign Office. An illustrated history of the place and its people. HarperCollins, London 2000, ISBN 0-00-710118-X.
- Blair. Free Press, London 2004, ISBN 0-7432-3211-9.
- mit Dennis Kavanagh (Hrsg.): The Blair effect 2001-5. Cambridge University Press, Cambridge 2005, ISBN 0-521-67860-9.
- (Hrsg.): Blair’s Britain 1997–2007. Cambridge University Press, Cambridge 2007, ISBN 978-0-521-88293-4.
- mit Peter Snowdon und Daniel Collings: Blair unbound. Pocket Books, London 2008, ISBN 978-1-84739-090-5.
- mit Kevin Hickson: New Labour, old Labour. The Blair, Wilson and Callaghan governments. Routledge, London 2009, ISBN 978-0-415-31281-3.
- mit Mike Finn (Hrsg.): The coalition effect 2010–2015. Cambridge University Press, Cambridge 2015, ISBN 978-1-107-44018-0.
- Cameron at 10. The inside story 2010–2015. William Collins, London 2015, ISBN 978-0-00-757551-0.
- mit Jonathan Meakin: The Cabinet Office 1916–2016. The birth of modern government. Biteback Publishing, London 2016, ISBN 978-1-78590-173-7.
- mit Oladimeji Abidoye: The Fourth Education Revolution. Will artificial intelligence liberate or infantilise humanity. The University of Buckingham Press, Buckingham 2018, ISBN 978-1-908684-95-0.
- mit David Walsh: Public Schools and the Great War. The generation lost. Pen & Sword Military, Barnsley, South Yorkshire 2018, ISBN 978-1-5267-3989-6.
- mit Raymond Newell: May at 10. The verdict. Biteback Publishing, London 2019, ISBN 978-1-78590-517-9.
- mit David Walsh: Public Schools and the Second World War. Pen & Sword Military, Barnsley, South Yorkshire 2020, ISBN 978-1-5267-5039-6.
- mit Jonathan Meakin und Illias Thoms: The impossible office? The history of the British prime minister. Cambridge University Press, Cambridge 2021, ISBN 978-1-316-51532-7.
- The path of peace. Walking the Western Front way. Atlantic Books, London 2022, ISBN 978-1-83895-740-7.
- mit Raymond Newell: Johnson at 10. The inside story. Atlantic Books, London 2023, ISBN 978-1-80546-095-4.
- mit Tom Egerton (Hrsg.): The conservative effect, 2010–2024. 14 wasted years? Cambridge University Press, Cambridge 2024, ISBN 978-1-00-947308-8.
- mit Jonathan Meakin: Truss at 10. How not to be Prime Minister. Atlantic Books, London 2024, ISBN 978-1-80546-213-2.